# Sandgökstekel
Sandgökstekel (Evagetes crassicornis) är en stekelart som först beskrevs av William Edward Shuckard 1837.  Sandgökstekel ingår i släktet Evagetes, och familjen vägsteklar. Arten är reproducerande i Sverige.